# Boise
Boise ([ˈbɔɪsi]ⓘ) – miasto w północno-zachodniej części Stanów Zjednoczonych. Stolica i największe miasto stanu Idaho. Miejscowość leży nad rzeką Boise, u stóp Gór Skalistych.

## Dane ogólne
Miasto zostało założone w czasie gorączki złota w 1862 roku. Prawa miejskie uzyskało w 1864 roku, a w 1865 roku zostało stolicą terytorium Idaho. W 1890 roku stało się stolicą stanową, gdy terytorium wstąpiło do Unii jako 43. stan.
Obecnie w mieście wydobywa się złoto, a także rozwinął się przemysł spożywczy, elektrotechniczny oraz drzewny. Od 1932 r. w mieście działa uniwersytet.
W 2023 roku główne miasto liczy 236,6 tys. mieszkańców, podczas gdy obszar metropolitalny skupia ich 813,8 tys.. Obszar metropolitalny obejmuje hrabstwa Ada, Boise, Canyon, Gem, Owyhee i należy do najszybciej rozwijających się obszarów miejskich w Stanach Zjednoczonych. 

## Transport
- Port lotniczy Boise

## Sport
- Idaho Steelheads – klub hokeja na lodzie

## Miasta partnerskie
- Hiszpania: Guernica
- Rosja: Czyta